# Jan Braams (1897-1945)
Jan Braams (Eext, 27 mei 1897 - Woeste Hoeve, gemeente Apeldoorn, 8 maart 1945) was een Nederlandse verzetsstrijder, die in de laatste maanden van de Tweede Wereldoorlog door de Duitse bezetter geëxecuteerd werd.

## Leven en werk
Braams werd in mei 1897 in Eext geboren als zoon van de landbouwer Teunis Braams en van Willemina Wuffing. Braams was gehuwd met Marchiene Eeta Pattje. Hij was tijdens de Tweede Wereldoorlog actief in het verzet tegen de Duitsers en bood onderdak aan onderduikers in zijn boerderij in Eext. Braams was betrokken bij het werk van Landelijke Organisatie voor Hulp aan Onderduikers, ook was hij lid van Geheime Dienst Nederland, waarvoor hij spionagewerk verrichtte door het in kaart brengen van vijandelijke installaties. In januari 1945 werd het verzetsnetwerk, waar hij deel van uitmaakte, opgerold door de Duitsers. Op 8 maart 1945 werd Braams bij de Woeste Hoeve in de omgeving van Apeldoorn doodgeschoten bij wijze van represaille voor de aanslag op de SS'er Rauter.
In 2011 werd als eerbetoon aan Braams de boerderij waar hij woonde aan de Hoofdstraat in Eext omgedoopt in Braams Hof.

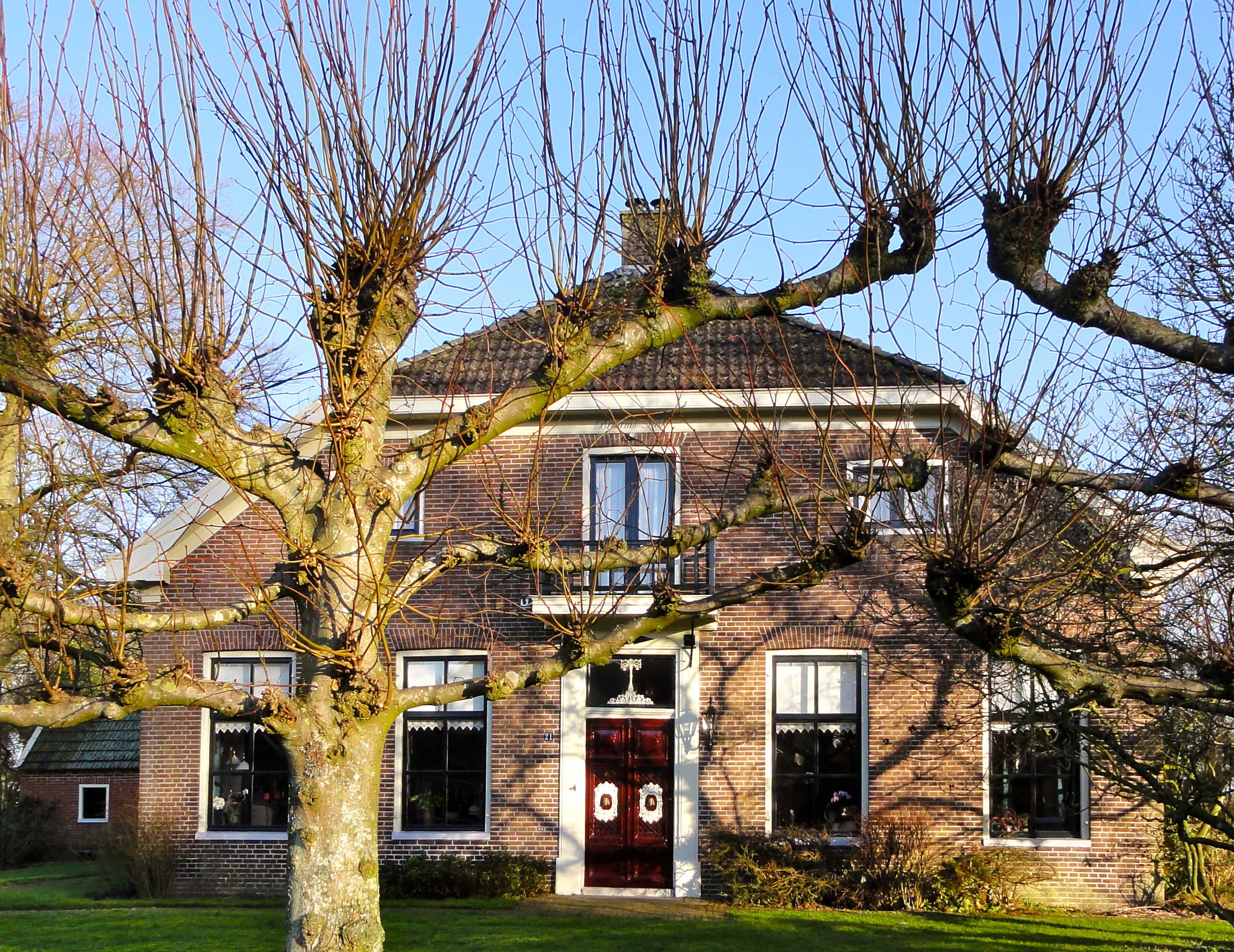
De naar Braams genoemde boerderij "Braams Hof" aan de Hoofdstraat 21 te Eext